# NGC 4547
NGC 4547 este o galaxie eliptică situată în constelația Ursa Mare. A fost descoperită în 17 aprilie 1789 de către William Herschel.